# Melipotis bisinuata
Melipotis bisinuata là một loài bướm đêm trong họ Erebidae.